# Vadim Krasnosselski
Vadim Nikolaïevitch Krasnosselski (en russe : Вадим Николаевич Красносельский), né le 14 avril 1970, est un militaire et homme politique de Transnistrie, dont il est le président depuis le 16 décembre 2016.

## Biographie
Vadim Krasnosselski est né dans le district de Transbaïkalie, alors en république socialiste fédérative soviétique de Russie en URSS.
Diplômé d'une école militaire de Kharkiv, il rejoint les forces de sécurité de la république moldave du Dniestr. Il est ministre de l'Intérieur du 10 janvier 2007 au 27 février 2012.
En novembre 2015, il est élu au Conseil suprême de Transnistrie dont il est élu président. Il est membre du parti Renouveau.
Le 11 décembre 2016, il est élu président de la République en obtenant 157 410 voix soit 62 % des suffrages, battant largement le président sortant Evgueni Chevtchouk. Il est investi dans ses fonctions le 16 décembre suivant. Il nomme Aleksandr Martinov comme Premier ministre.
Le 12 décembre 2021, il est réélu avec 87 % des voix.
Le 10 mars 2023, les autorités de Transnistrie affirment que leur président a fait l'objet d'une tentative d'assassinat par le service de renseignement extérieur d'Ukraine,,,,,,,.